# تدفق الوقود المصحح
تدفق الوقود المصحح هو تدفق الوقود الذي يتطلبه المحرك إذا كانت ظروف الرأس الكلية للمجاري تعادل الظروف المحيطة عند مستوى سطح البحر في يوم قياسي،
(i.e. 14.696 lb/in², 288.15K ). يمكن حساب تدفق الوقود المصحح على النحو التالي، على افتراض الوحدات الإمبراطورية:
{\displaystyle wfe/({\delta }.{\sqrt {\theta }})=wfe/[(P/14.696).({\sqrt {T}}/{\sqrt {288.15}})]}
ما يسمى تدفق الوقود غير الأبعاد {\displaystyle (w/({P}.{\sqrt {T}}})
يتناسب مع تدفق الوقود المصحح:
{\displaystyle wfe/({P}.{\sqrt {T}})=[wfe/({\delta }.{\sqrt {\theta }})]*{\sqrt {288.15}}/{14.696})}
تدفق الوقود المصحح (أو تدفق الوقود غير الأبعاد) هو واحد من عدة مجموعات غير الأبعاد المرتبطة بحسابات أداء توربينات الغاز.
المعادلات المكافئة لوحدات SI المفضلة هي:
{\displaystyle wfe/({\delta }.{\sqrt {\theta }})=wfe/[(P/101.325).({\sqrt {T}}/{\sqrt {288.15}})]}
{\displaystyle wfe/({P}.{\sqrt {T}})=[wfe/({\delta }.{\sqrt {\theta }})]*({\sqrt {288.15}}/{101.325})}
التسميات :
P Stagnation (or Total) Pressure
الركود (أو مجموع) الضغط .
T Stagnation (or Total) Temperature
الركود (أو مجموع) درجة الحرارة.